# Galleria delle Vittorie

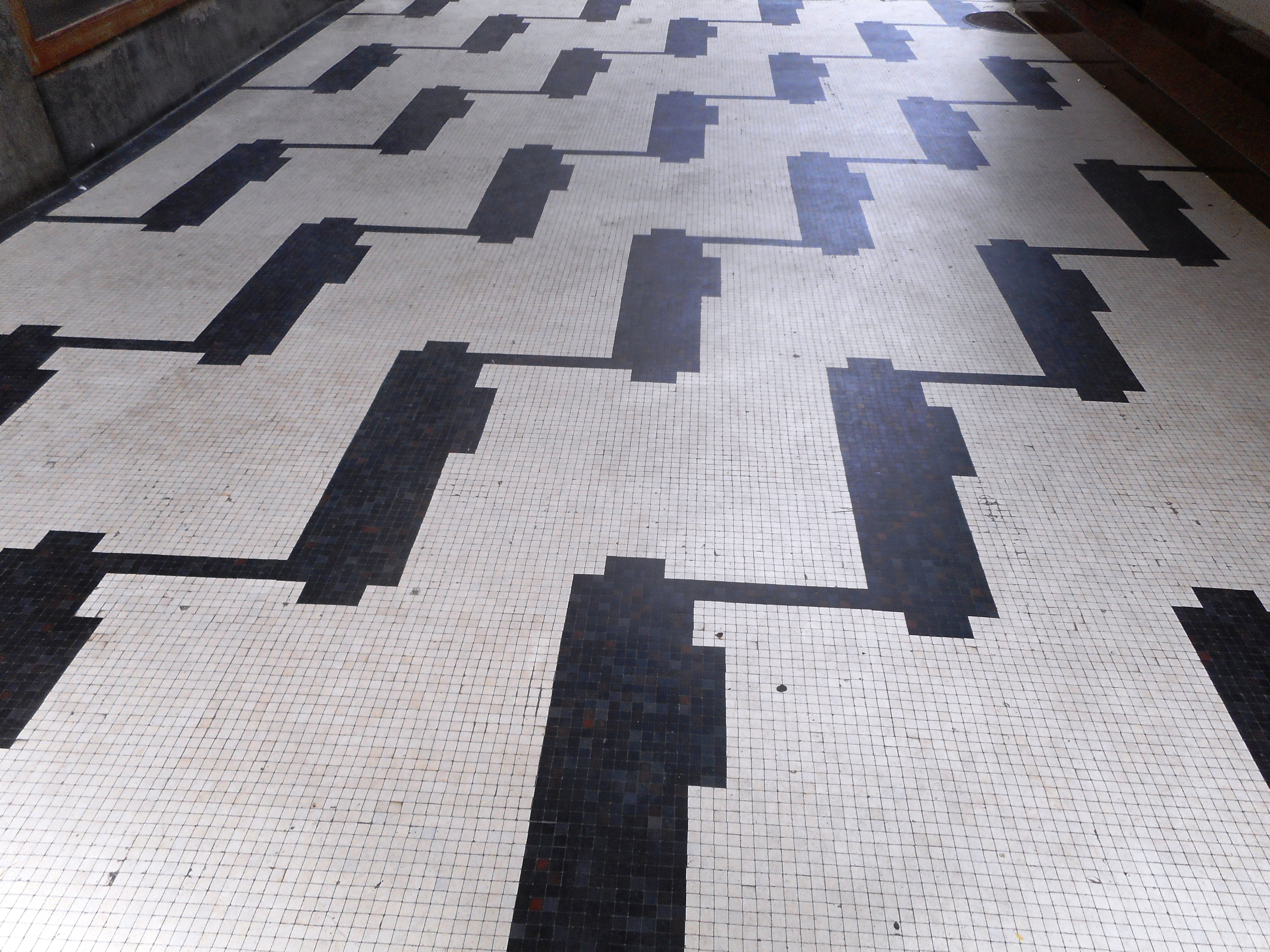
Pavimento della Galleria

La Galleria delle Vittorie è una galleria commerciale di Palermo.

## Storia
La galleria fu progettata dall'architetto Paolo Bonci e venne inaugurata il 2 ottobre del 1935, in pieno periodo fascista tentando di imitare le gallerie presenti in altre città italiane. È formata da un edificio a 5 elevazioni a base quadrangolare, al centro di ogni faccia dell'edificio è presente un ingresso alla galleria sormontato dal nome stesso, l'accesso agli appartamenti dei piani superiori avviene attraverso la galleria centrale. Uno degli ingressi si affaccia su via Maqueda. Sulle facce dei quattro ingressi sono presenti affreschi, di chiara ispirazione fascista e stile futurista, disegnati dal pittore Alfonso Amorelli, le scene mostrano uomini dall'aspetto eroico nell'atto di sottomettere uomini di colore. Infatti questa galleria è dedicata alle vittorie dell'Italia, in particolare alla prima guerra mondiale e alla Guerra d'Etiopia conclusa da poco.
L'interno della galleria è di forma quadrangolare e aveva un tetto in vetro, ormai totalmente distrutto, e travi di metallo. Il lucernario, progettato da Salvatore Gregorietti, presentava un disegno geometrico. La galleria versa in stato di abbandono dagli anni settanta, con una riapertura nell'estate del 2014.
È una delle gallerie commerciali della Sicilia insieme alla Galleria Vittorio Emanuele III e alla Galleria INPS entrambe a Messina.
Attualmente sono attive all'interno due attività commerciali.